# Loi sur l'autorité exécutive de 1936
La loi sur l'autorité exécutive (en anglais : Executive Authority (External Relations) Act) est une loi promulguée par l'Oireachtas de l'État libre d'Irlande (le Parlement irlandais) en 1936. Cette loi fait partie des deux lois votées pour régler les conséquences de l'abdication du roi Édouard VIII comme roi d'Irlande et des autres royaumes du Commonwealth.

## Contexte historique
L'abdication du roi Édouard VIII, à la suite du refus des différents Premiers ministres du Commonwealth d'accepter son droit à épouser Wallis Simpson tout en restant sur le trône, est source de problèmes majeurs pour Éamon de Valera, président du Conseil exécutif de l'État libre d'Irlande (Premier ministre). De Valera a systématiquement retiré de la Constitution de l'État libre d'Irlande toutes les références au roi et à la Couronne. L'abdication laisse néanmoins De Valera face à un problème difficile : selon une décision antérieure d'une conférence du Commonwealth, pour les affaires concernant la Couronne et nécessitant une loi, cette loi doit être votée par chaque État membre du Commonwealth, sauf si l'État en question demande au Royaume-Uni de légiférer en son nom.
Ce qui signifie que pour que l'abdication du roi puisse être validée dans l'État libre d'Irlande, soit l'Oireachtas doit légiférer, soit, avec l'approbation de l'État libre d'Irlande, c'est le Parlement britannique qui doit le faire. Or, De Valera ne veut ni légiférer pour la Couronne, ni demander aux Britanniques de le faire pour lui.

## Les deux lois
La solution d'Éamon de Valera est double. La loi constitutionnelle (amendement no 27) retire la Couronne et le roi de la Constitution et abolit en apparence le rôle de gouverneur général de l'État libre d'Irlande. Cela devient toutefois problématique quand James Geoghegan, procureur général du gouvernement de De Valera, Maurice Moynihan (en), secrétaire du Conseil exécutif, et le bureau du Parliamentary Draftsman contredisent De Valera et affirment que le poste n'a pas été correctement aboli. Pour clarifier les choses, l'Executive Powers (Consequential Provisions) Act de 1937 abolit à nouveau rétroactivement le poste de gouverneur général et règle quelques questions financières.
La loi sur les relations extérieures (External Relations Act) de 1936 est la seconde partie de la stratégie législative de De Valera. Une journée après avoir aboli la Couronne et le rôle du roi dans la loi constitutionnelle, De Valera le rétablit pour remplir le rôle de chef d'État au niveau des relations extérieures. Enfin, un article de cette loi permet à l'État libre d'Irlande de reconnaître l'abdication d'Édouard VIII et l'accession au trône du roi George VI.
Les seules fonctions laissées au roi sont :
- la signature des lettres de créance accréditant les ambassadeurs irlandais ;
- la signature des traités au nom de l'Irlande.

Ces deux rôles appartenaient déjà précédemment au roi selon la Constitution de l'État libre d'Irlande.
La loi sur les relations extérieures reste en vigueur après que l'État libre d'Irlande est remplacé par l'État d'Irlande en décembre 1937. Le roi remplit alors les fonctions normalement dévolues au chef de l'État au niveau des affaires internationales, le président de l'Irlande ayant un rôle constitutionnel dans les affaires intérieures.

## Abrogation
À la fin des années 1940, Éamon de Valera décide de changer la loi. L'abrogation totale de la loi ou son simple amendement ne sont pas décidés quand il perd le pouvoir en 1948. Cearbhall Ó Dálaigh, son procureur général de l'époque, étudie les différentes options quand le gouvernement du Fianna Fáil de De Valera est remplacé par le gouvernement de John A. Costello. La loi de 1936 est finalement abrogée par la loi sur la république d'Irlande de 1948 qui transfère les pouvoirs du roi au président d'Irlande. La nouvelle loi entre en vigueur le 1er avril 1949, date à laquelle l'Irlande devient officiellement une république et quitte le Commonwealth.